# 방코르

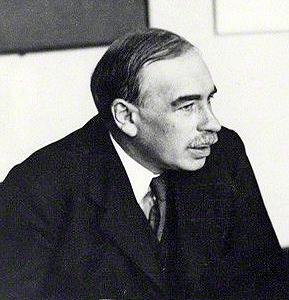
존 메이너드 케인스

방코르(bancor)는 존 메이너드 케인스와 에른스트 프리드리히 슈마허가 1940~1942년 중 개념화한 기축 통화이며 영국은 제2차 세계 대전 후 도입을 제안하였다. 이 명칭은 돈 보유고(bank gold)를 뜻하는 프랑스어 banque의 영향을 받았다. 이렇게 새로 만들어진 기축 통화는 당시 계정 단위로 국제 무역에 사용될 것이었다.

## 같이 보기
- 트리핀 딜레마
- 금본위제